# Herbert Copeland
Herbert Faulkner Copeland (1902 - 1968) fue un biólogo estadounidense que contribuyó en la teoría de los reinos biológicos, proponiendo en 1938 y más detalladamente en 1956 un nuevo reino: Monera, para agrupar a los recientemente definidos organismos procariotas, basándose en el grupo Monera de Haeckel y definiéndolo como "los descendientes comparativamente poco modificados de cualquier forma simple de vida aparecida en la tierra y que se distinguen muy bien de los protoctistas por la ausencia de núcleo".
Su padre fue el botánico Edwin Bingham Copeland, quien debió influenciarlo, pues afirmó que incluir a las plantas con las bacterias en un mismo reino (véase reino Vegetabilia), era como tener un «reino de piedras», en alusión a lo ilógico de este agrupamiento.
En el reino Monera, Herbert Copeland incluye a bacterias y cianofíceas (cianobacterias); y en el reino Protoctista a eucariontes unicelulares y a los pluricelulares con simple organización o con tejidos mínimamente diferenciados, como las algas y los hongos.
- La abreviatura «H.F.Copel.» se emplea para indicar a Herbert Copeland como autoridad en la descripción y clasificación científica de los vegetales.[1]